# 도고시역
도고시역(일본어: 戸越駅, とごしえき)은 일본 도쿄도 시나가와구에 있는 도쿄도 교통국의 역이다.

## 역 구조
섬식 승강장 1면 2선의 지하역이다.
이전에는 나카노부 방향에 비상용의 건늠선이 설치됐었지만, 현재는 철거되었다.

### 승강장
| 번호 | 노선            | 행선                                                                     |
| ---- | --------------- | ------------------------------------------------------------------------ |
| 1    | 도영 아사쿠사선 | 나카노부・니시마고메 방면                                                |
| 2    | 도영 아사쿠사선 | 오시아게・게이세이 본선・호쿠소선・（센가쿠지에서 환승）게이큐 본선 방면 |

## 역 주변
- 도큐 이케가미선 도고시긴자역
- 도고시 긴자 상점가 - 직선으로는 일본에서 가장 긴 상점가이다.
- 호시 약과 대학
- 시나가와구청 에바라 제3지역 센터
- 수도고속도로 2호 메구로선 도고시 나들목
- 국도 제1호선

## 역사
- 1968년 11월 15일: 영업 개시.
- 1978년 7월 1일: 도영 1호선을 아사쿠사선으로 노선명 변경.
- 2017년 4월 1일: 도큐 이케가미선 도고시긴자역과 연결 운수를 정기권에만 개시[3].

## 사진

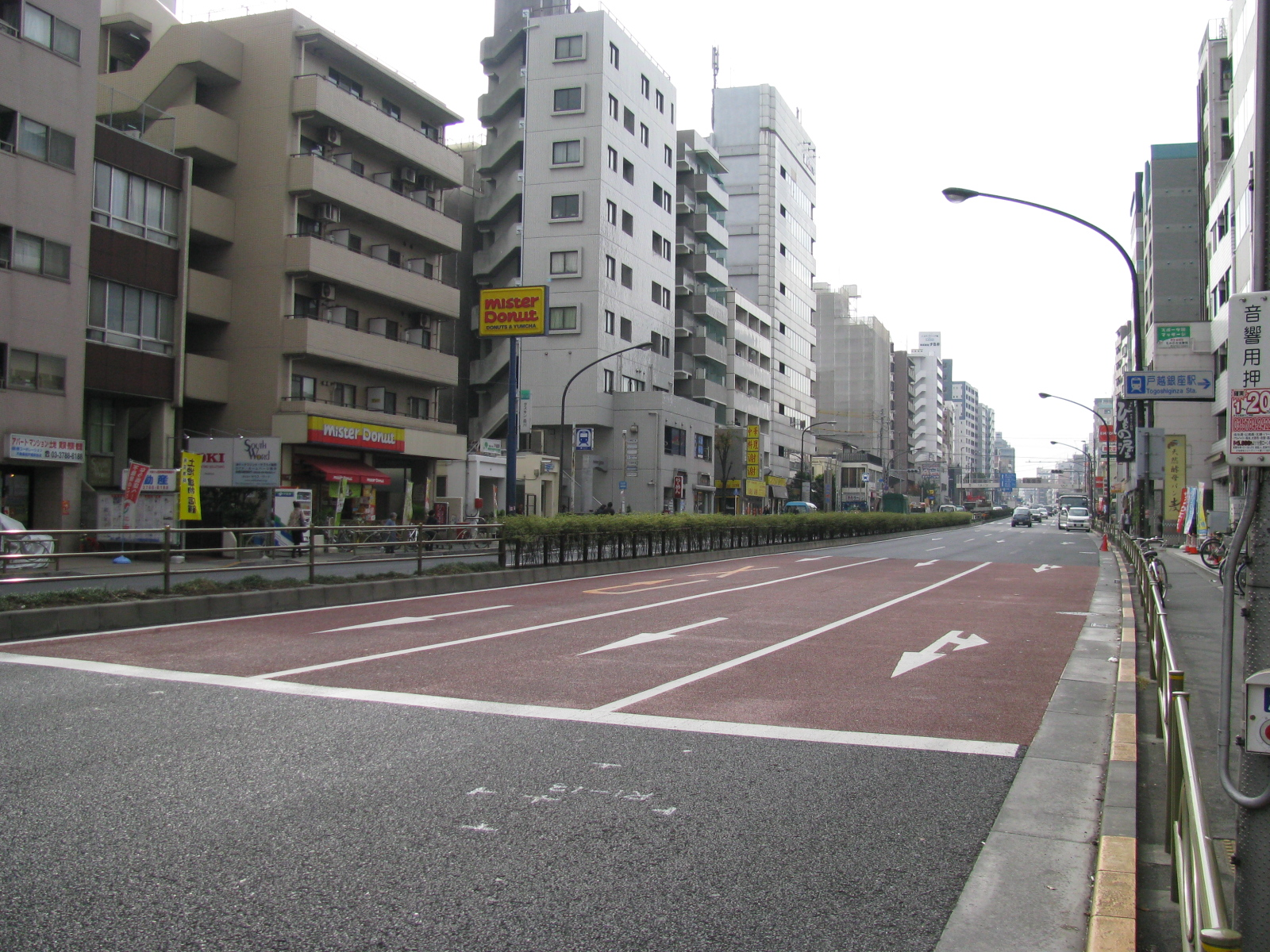
역 부근
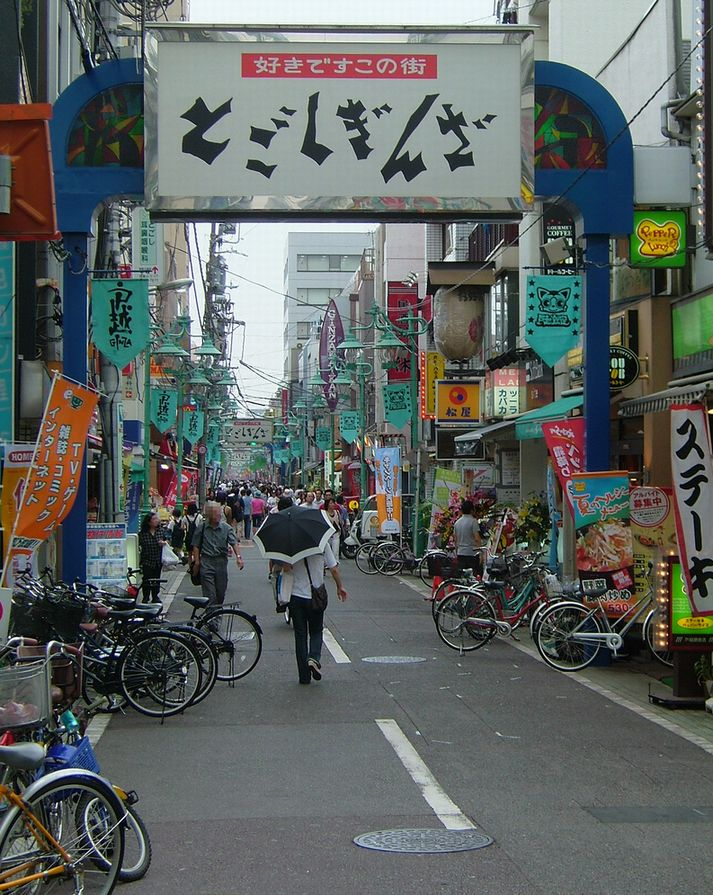
도고시 긴자 상점가
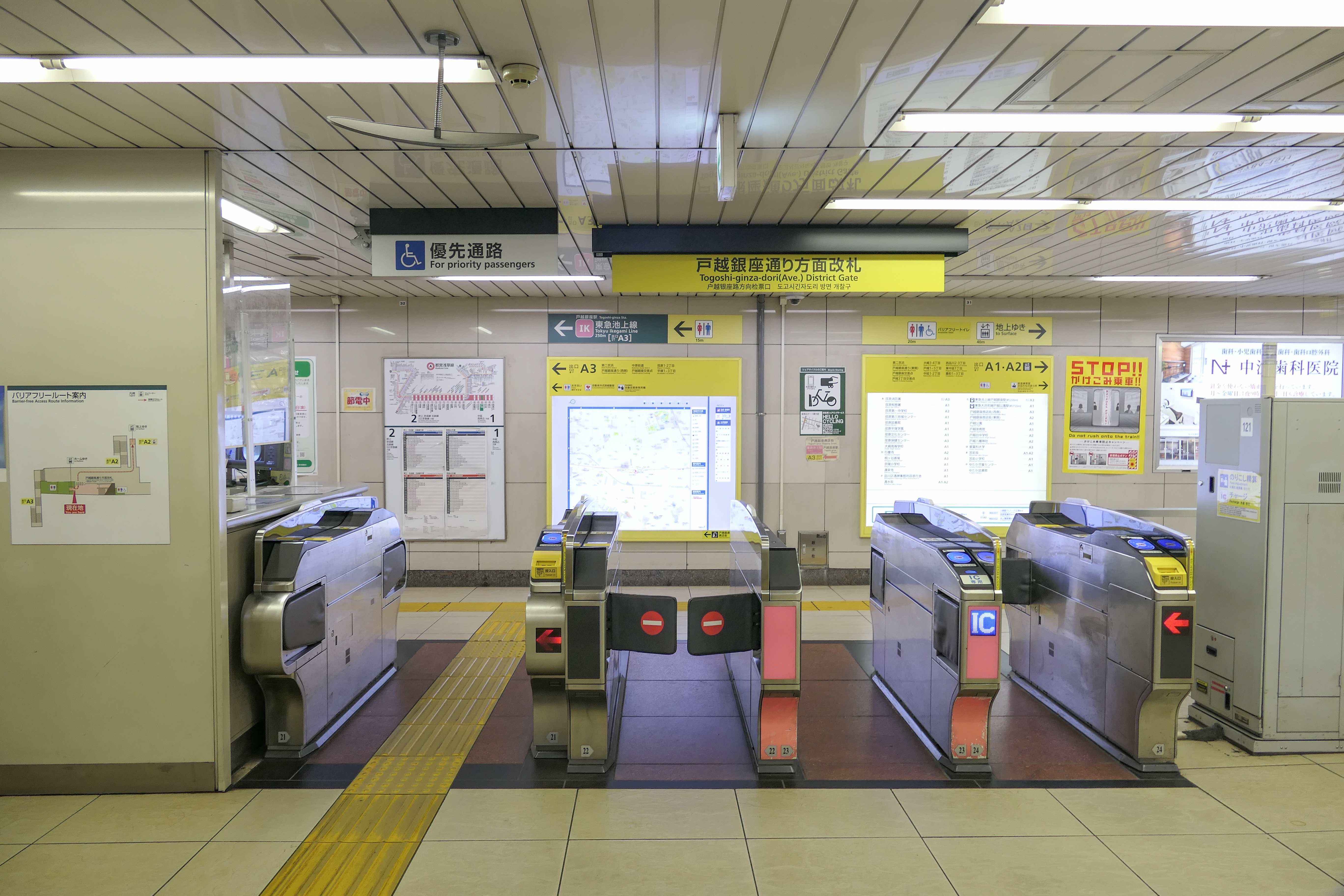
개찰구(2023년 6월)
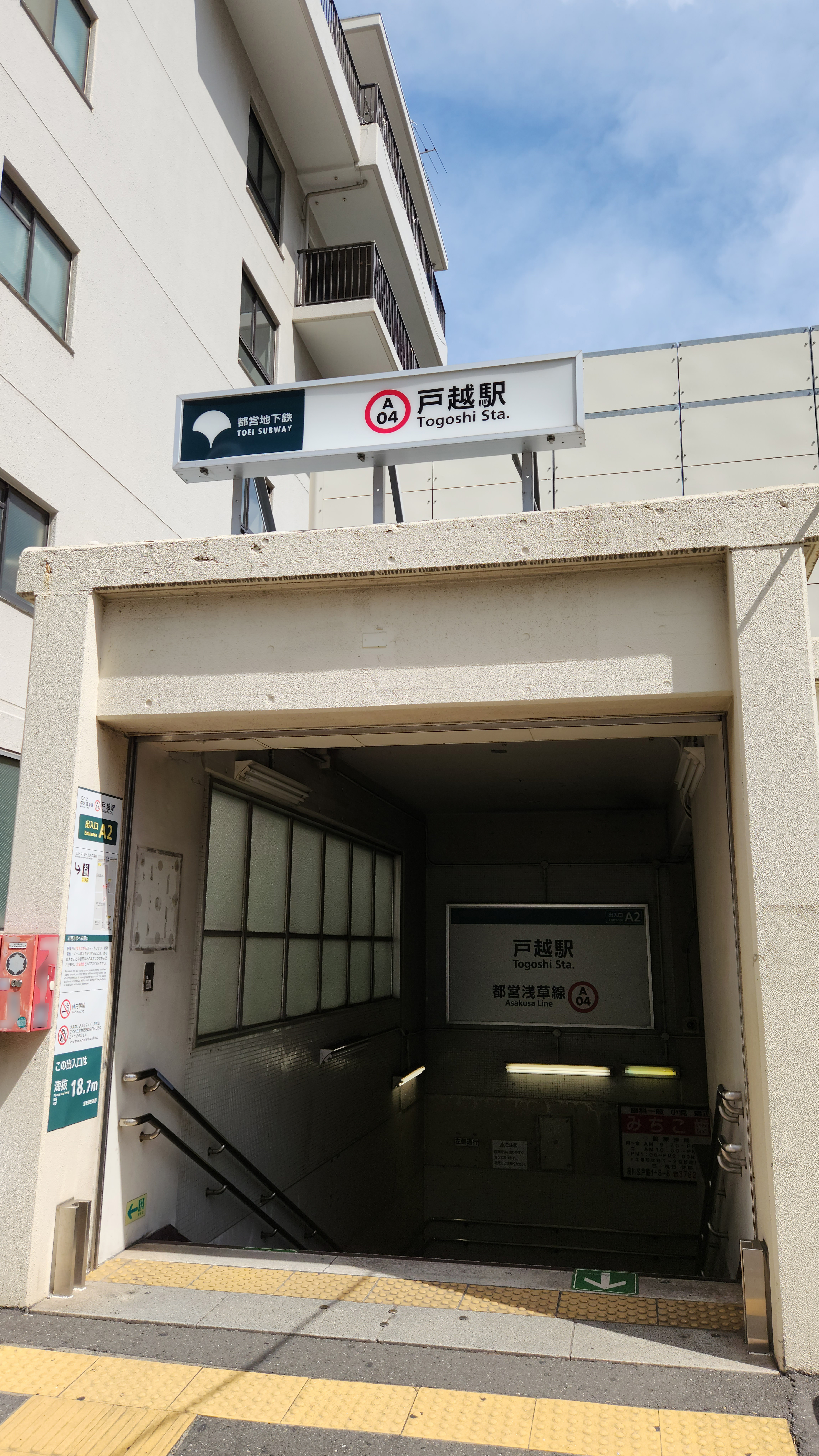
A2 출입구(2023년 9월)
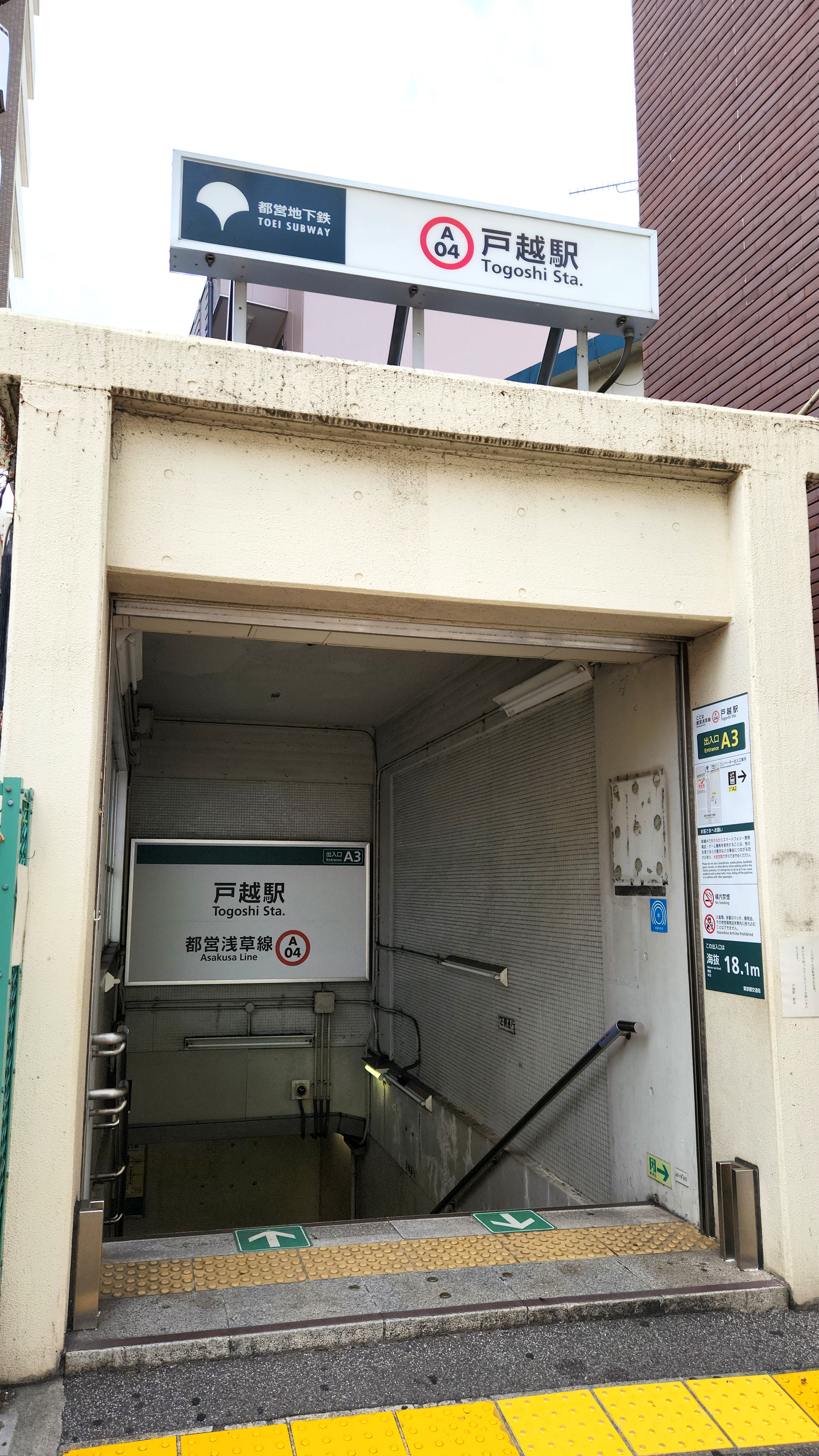
A3 출입구(2023년 9월)

## 인접역
| 도쿄도 교통국 아사쿠사선      | 도쿄도 교통국 아사쿠사선 | 도쿄도 교통국 아사쿠사선  |
| ----------------------------- | ------------------------ | ------------------------- |
| A 03 나카노부 니시마고메 방면 | 아사쿠사선               | 고탄다 A 05 오시아게 방면 |